# Беслан (станция)
Бесла́н — узловая железнодорожная станция Минераловодского региона Северо-Кавказской железной дороги, находящаяся в городе Беслане Республики Северная Осетия — Алания. От станции Беслан начинается тупиковый участок (23 км) до станции республиканского центра города Владикавказа.

## Пассажирское сообщение по станции

### Направления поездов дальнего следования
| Страна               | Пункт назначения                                                                              |
| -------------------- | --------------------------------------------------------------------------------------------- |
| Российская Федерация | Адлер, Анапа, Владикавказ, Минеральные Воды, Москва-Павелецкая, Новороссийск, Санкт-Петербург |

### Направления поездов пригородного сообщения
| Страна               | Пункт назначения              |
| -------------------- | ----------------------------- |
| Российская Федерация | Владикавказ, Минеральные Воды |

По состоянию на июнь 2022 года по станции курсируют следующие поезда пригородного сообщения:
| Пригородное сообщение | Пригородное сообщение          | Пригородное сообщение | Пригородное сообщение          |
| № поезда              | Маршрут движения               | № поезда              | Маршрут движения               |
| --------------------- | ------------------------------ | --------------------- | ------------------------------ |
| 6439/6407             | Владикавказ — Минеральные Воды | 6408/6440             | Минеральные Воды — Владикавказ |

По состоянию на июнь 2022 года по станции курсируют следующие поезда дальнего следования:
| Дальнее следование               | Дальнее следование               | Дальнее следование               | Дальнее следование               |
| № поезда                         | Маршрут движения                 | № поезда                         | Маршрут движения                 |
| Круглогодичное обращение поездов | Круглогодичное обращение поездов | Круглогодичное обращение поездов | Круглогодичное обращение поездов |
| -------------------------------- | -------------------------------- | -------------------------------- | -------------------------------- |
| 33 «Осетия»                      | Владикавказ — Москва             | 34 «Осетия»                      | Москва — Владикавказ             |
| 251                              | Владикавказ — Санкт-Петербург    | 252                              | Санкт-Петербург — Владикавказ    |
| 333                              | Владикавказ — Минеральные Воды   | 334                              | Минеральные Воды — Владикавказ   |
| 677                              | Владикавказ — Новороссийск       | 678                              | Новороссийск — Владикавказ       |
| 679                              | Владикавказ — Адлер              | 680                              | Адлер — Владикавказ              |
| Сезонное обращение поездов       |                                  |                                  |                                  |
| 607                              | Владикавказ — Анапа              | 608                              | Анапа — Владикавказ              |

## Изменения в пассажирском сообщении по станции
- 1 февраля 2015 года — отменено пригородное сообщение поездов до станции Владикавказ.
- 15 марта 2014 года — отменено пригородное сообщение поездов до станции Владикавказ.
- 1 мая 2021 года — запущен новый скоростной поезд 831/832 Ласточка Владикавказ — Туапсе
- 5 сентября 2021 года — изменён маршрут поезда 831/832 Ласточка пунктом отправления стал город Назрань Республики Ингушетия. Однако поезд делает остановку на станции Беслан, что в 23 км от Владикавказа.

На протяжении более десяти лет между Ингушетией, Северной Осетией, Кабардино-Балкарией и Ставропольским краем не было прямого железнодорожного сообщения.
Данный маршрут Ласточки объединил четыре кавказских региона.
- 25 октября 2021 года отменён скоростной поезд Ласточка сообщением "Назрань — Кисловодск" по причине малого пассажиропотока.